# Porri
Porri est une commune française située dans la circonscription départementale de la Haute-Corse et le territoire de la collectivité de Corse. Elle appartient à l'ancienne piève de Casinca.

## Géographie

### Localisation
Porri di Casinca est situé à une altitude moyenne de 550 m, au pied du mont Sant'Anghjulu (1 218 m), ce qui en fait le deuxième village le plus haut de Casinca ; il est cependant le seul village de Casinca à dominer la vallée du Fium'Alto. Le village compte plusieurs hameaux : Panicale, Casanova, Curona (600 m d'altitude).
Les communes limitrophes sont Casalta, Penta-di-Casinca, Pruno et Silvareccio.

## Urbanisme

### Typologie
Au 1er janvier 2024, Porri est catégorisée commune rurale à habitat très dispersé, selon la nouvelle grille communale de densité à sept niveaux définie par l'Insee en 2022.
Elle est située hors unité urbaine. Par ailleurs la commune fait partie de l'aire d'attraction de Bastia, dont elle est une commune de la couronne,. Cette aire, qui regroupe 93 communes, est catégorisée dans les aires de 50 000 à moins de 200 000 habitants,.

### Occupation des sols
L'occupation des sols de la commune, telle qu'elle ressort de la base de données européenne d’occupation biophysique des sols Corine Land Cover (CLC), est marquée par l'importance des forêts et milieux semi-naturels (95,1 % en 2018), une proportion identique à celle de 1990 (95,1 %). La répartition détaillée en 2018 est la suivante : 
forêts (75,2 %), milieux à végétation arbustive et/ou herbacée (19,9 %), zones agricoles hétérogènes (4,9 %). L'évolution de l’occupation des sols de la commune et de ses infrastructures peut être observée sur les différentes représentations cartographiques du territoire : la carte de Cassini (XVIIIe siècle), la carte d'état-major (1820-1866) et les cartes ou photos aériennes de l'IGN pour la période actuelle (1950 à aujourd'hui).

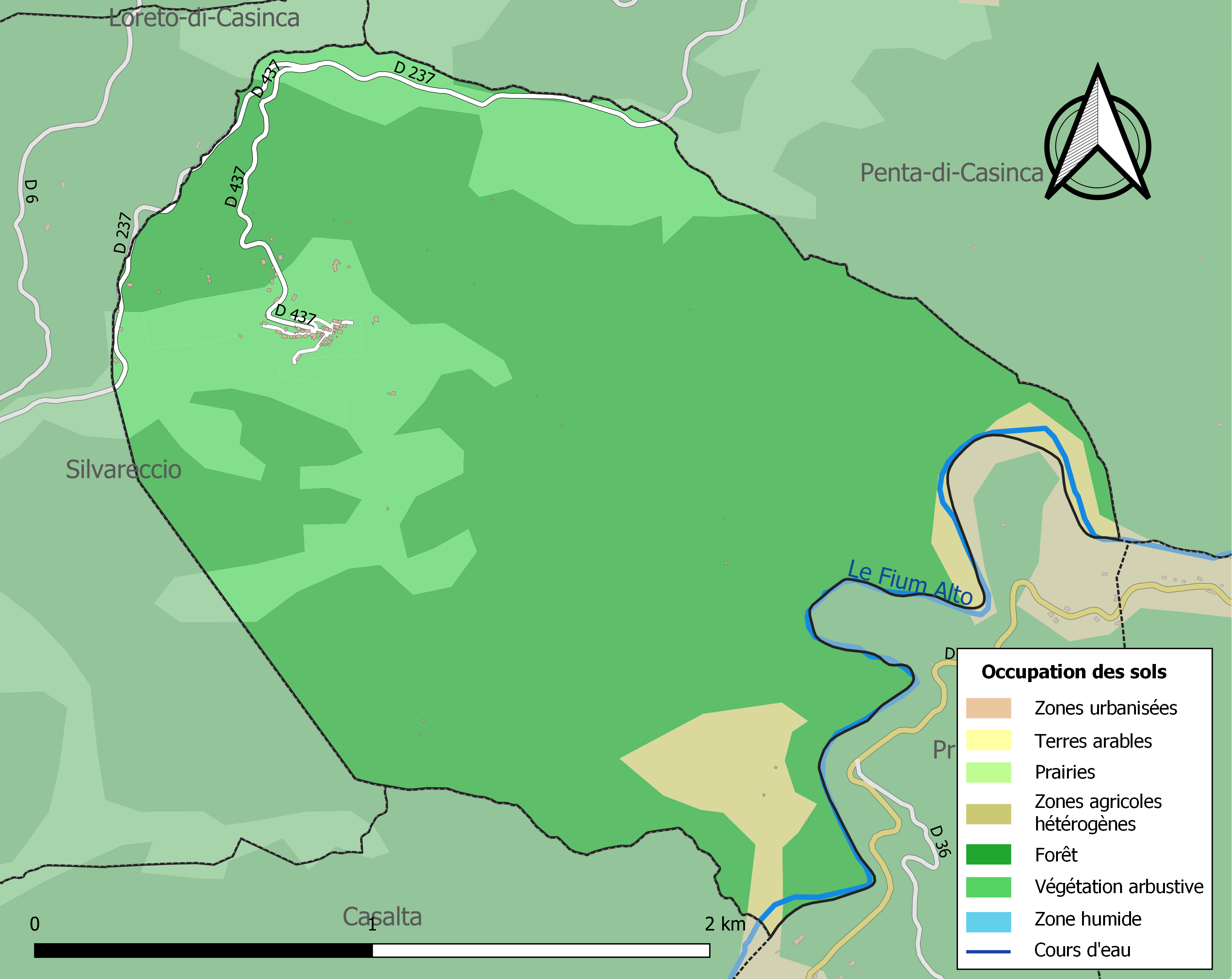
Carte des infrastructures et de l'occupation des sols de la commune en 2018 (CLC).

## Histoire
C'est dans une maison à Porri que se tint les 2, 3 et 4 mai 1943 une conférence entre 25 représentants communistes corses du Front National qui prépara l'organisation du soulèvement de la Corse contre les occupants italien et allemand. Une grotte située à proximité du village abrita pendant plusieurs mois une imprimerie d'où sortirent plus de 50 000 tracts et journaux clandestins.

## Politique et administration
| Période                                  | Période  | Identité                  | Étiquette     | Qualité |
| ---------------------------------------- | -------- | ------------------------- | ------------- | ------- |
| 2001                                     | 2020     | Michel Vittori            | Divers Gauche |         |
| 2020                                     | En cours | Antoine-François Rodolphi |               |         |
| Les données manquantes sont à compléter. |          |                           |               |         |

## Population et société

### Démographie
Les habitants de la commune s'appellent les Purrinchi.

L'évolution du nombre d'habitants est connue à travers les recensements de la population effectués dans la commune depuis 1800. Pour les communes de moins de 10 000 habitants, une enquête de recensement portant sur toute la population est réalisée tous les cinq ans, les populations de référence des années intermédiaires étant quant à elles estimées par interpolation ou extrapolation. Pour la commune, le premier recensement exhaustif entrant dans le cadre du nouveau dispositif a été réalisé en 2006.

En 2022, la commune comptait 44 habitants, en stagnation par rapport à 2016 (Haute-Corse : +5,15 %, France hors Mayotte : +2,11 %).
| 1800 | 1806 | 1821 | 1831 | 1836 | 1841 | 1846 | 1851 | 1856 |
| ---- | ---- | ---- | ---- | ---- | ---- | ---- | ---- | ---- |
| 226  | 269  | 313  | 247  | 281  | 316  | 330  | 330  | 332  |

| 1861 | 1866 | 1872 | 1876 | 1881 | 1886 | 1891 | 1896 | 1901 |
| ---- | ---- | ---- | ---- | ---- | ---- | ---- | ---- | ---- |
| 343  | 294  | 278  | 279  | 281  | 321  | 448  | 295  | 301  |

| 1906 | 1911 | 1921 | 1926 | 1931 | 1936 | 1946 | 1954 | 1962 |
| ---- | ---- | ---- | ---- | ---- | ---- | ---- | ---- | ---- |
| 454  | 510  | 306  | 314  | 350  | 288  | 244  | 269  | 129  |

| 1968 | 1975 | 1982 | 1990 | 1999 | 2006 | 2011 | 2016 | 2021 |
| ---- | ---- | ---- | ---- | ---- | ---- | ---- | ---- | ---- |
| 84   | 74   | 36   | 34   | 47   | 57   | 55   | 44   | 43   |

| 2022 | - | - | - | - | - | - | - | - |
| ---- | - | - | - | - | - | - | - | - |
| 44   | - | - | - | - | - | - | - | - |

## Culture locale et patrimoine

### Lieux et monuments
- Les ruines de San Ghjapicu devenu Sajabicu dans sa prononciation actuelle.
- Église paroissiale de l'Annonciation (Chjesa di l'Annunziata).
- Église Saint-Nicolas de Porri. Elle est inscrite à l'Inventaire général du patrimoine culturel[12].
- Grotte de la Résistance.

### Personnalités liées à la commune
- François Vittori, un des chefs de la résistance en Corse, sénateur communiste à la Libération.
- Jean Vittori, médecin général. Il a participé à la création de l'hôpital d'instruction des armées Bégin (Saint-Mandé).
- Armand Anziani (1904-1960), gouverneur des Etablissements Français de l’Océanie